# Eurexpo
Eurexpo est un centre de conventions et d'exposition situé à Chassieu, au sud-est de Lyon.

## Description
Ouvert le 29 septembre 1984, le site de 110 ha dispose de 13 000 places de parking, un espace d'exposition couvert de 140 000 m2 composé de sept halls d'exposition divisibles et connectés d'une surface de 8 756 m2  à 27 322 m2, un espace d'exposition extérieur de 51 000 m2., un auditorium de 1500 à 4000 places et 26 salles de réunions. Eurexpo héberge aussi sept restaurants et sept bars.
Son terrain est adjacent à celui de l'aéroport de Lyon-Bron.

## Principaux salon et évènements
Le parc des expositions accueille chaque année des salons comme la Foire internationale de Lyon, le salon Equita'Lyon, le salon Primevère, Époqu'auto, le Salon international de la restauration et de l’hôtellerie (SIRHA), la Japan Touch ou encore le salon Europack Euromanut et le Mondial des Métiers.
Tous les deux ans le salon Pollutec permet aux entreprises internationales des rencontres technologiques (B2B) organisées par le réseau « Enterprise Europe Network » dont la Chambre de commerce et d'industrie de région Rhône-Alpes est membre. En 2012 sont organisées les rencontres technologiques « Green Days ».

## Accès
L'accès à Eurexpo se fait via les lignes suivantes du réseau TCL :
- La ligne de tramway T5 qui a été inaugurée le 17 novembre 2012 et dessert Eurexpo depuis la station Grange Blanche (correspondances avec le métro D et le tramway T2).
- La ligne de bus N100 « Bus Eurexpo » depuis Vaulx-en-Velin - La Soie (correspondances avec le métro A et les tramways T3, T7 et Rhônexpress) circulant uniquement les jours de salon.

L'accès est aussi assuré par deux sorties de l'autoroute A43 sur la section gratuite.

## Halls
| Dôme     | Hall 1   | Hall 2.1  | Hall 2.2 | Hall 2.3 | Hall 3.1 | Hall 3.2  | Hall 4.1  | Hall 4.2  | Hall 5.1 | Hall 5.2  | Hall 6.1 | Hall 6.2  | Hall 6.3 Paul Bocuse | Hall 7   | Total      |
| -------- | -------- | --------- | -------- | -------- | -------- | --------- | --------- | --------- | -------- | --------- | -------- | --------- | -------------------- | -------- | ---------- |
| 3 343 m2 | 6 017 m2 | 17 613 m2 | 6 246 m2 | 3 659 m2 | 7 459 m2 | 10 764 m2 | 10 339 m2 | 12 156 m2 | 7 488 m2 | 10 764 m2 | 6 149 m2 | 12 476 m2 | 10 088 m2            | 9 411 m2 | 133 972 m2 |

Les halls d'Eurexpo ont subi une renumérotation en 2012. La correspondance entre ancienne et nouvelle numérotation est la suivante :
- Hall 1 : inchangé ;
- Hall 2 : renommé 2.1 ;
- Hall 3 : renommé 2.2 ;
- Espace Convention : renommé 2.3 ;
- Hall 4 : renommé 3.1 ;
- Hall 5 : renommé 3.2 ;
- Hall 6 : renommé 4.1 ;
- Hall 66 : renommé 4.2 ;
- Hall 7 : renommé 5.1 ;
- Hall 8 : renommé 5.2 ;
- Hall 10 : renommé 6.1 ;
- Hall 9 : renommé 6.2 ;
- Hall 99 : renommé 6.3.

## Extensions
- Extension de 8 500 m2 - Hall 7 pour 2018 [2].